# BMW M6
BMW M6는 BMW 6 시리즈를 기반으로 하여 만든 고성능 승용차이다.

## 1세대(E24)

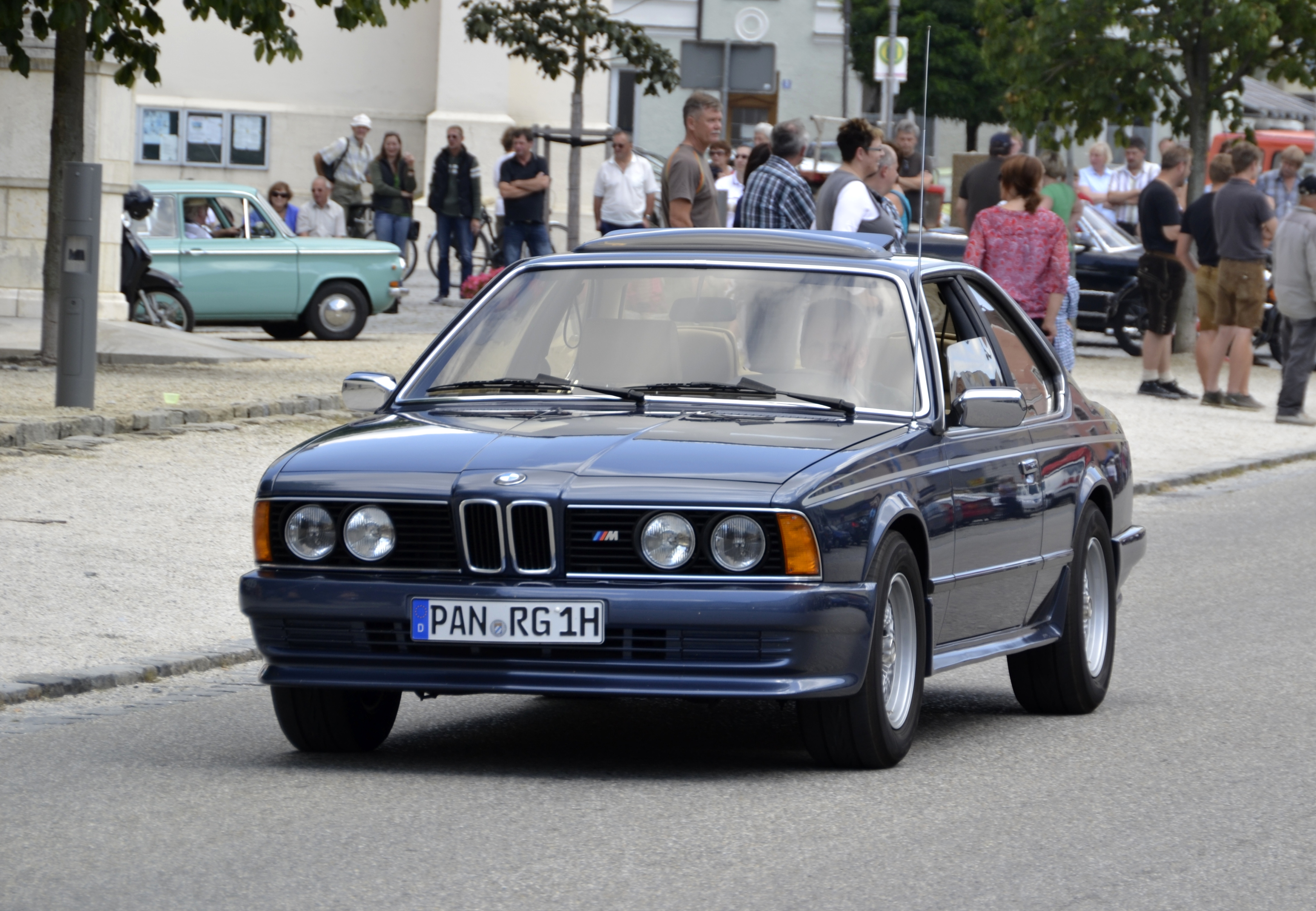
BMW M6 정측면

유럽에서는 M635CSi라는 트림으로 판매되었고, 북아메리카에서는 M6로 팔렸다. 새롭게 튜닝을 거친 섀시와 샤크 노즈라고 불리는 날렵한 디자인에 직렬 6기통 3.5L 엔진을 장착해 최고 출력 286마력을 냈고, 5단 수동변속기만 장착되었다. 프론트 에어댐, 리어 스포일러, BBS 휠, 바디 컬러 아웃 사이드 미러, 라디에이터 그릴의에 M 엠블렘 등을 달아 베이스가 된 1세대 6 시리즈와 차별화했다. 1989년에 후속 차종 없이 단종될 때까지 5,859대가 판매되었다.

## 2세대(E63/E64)

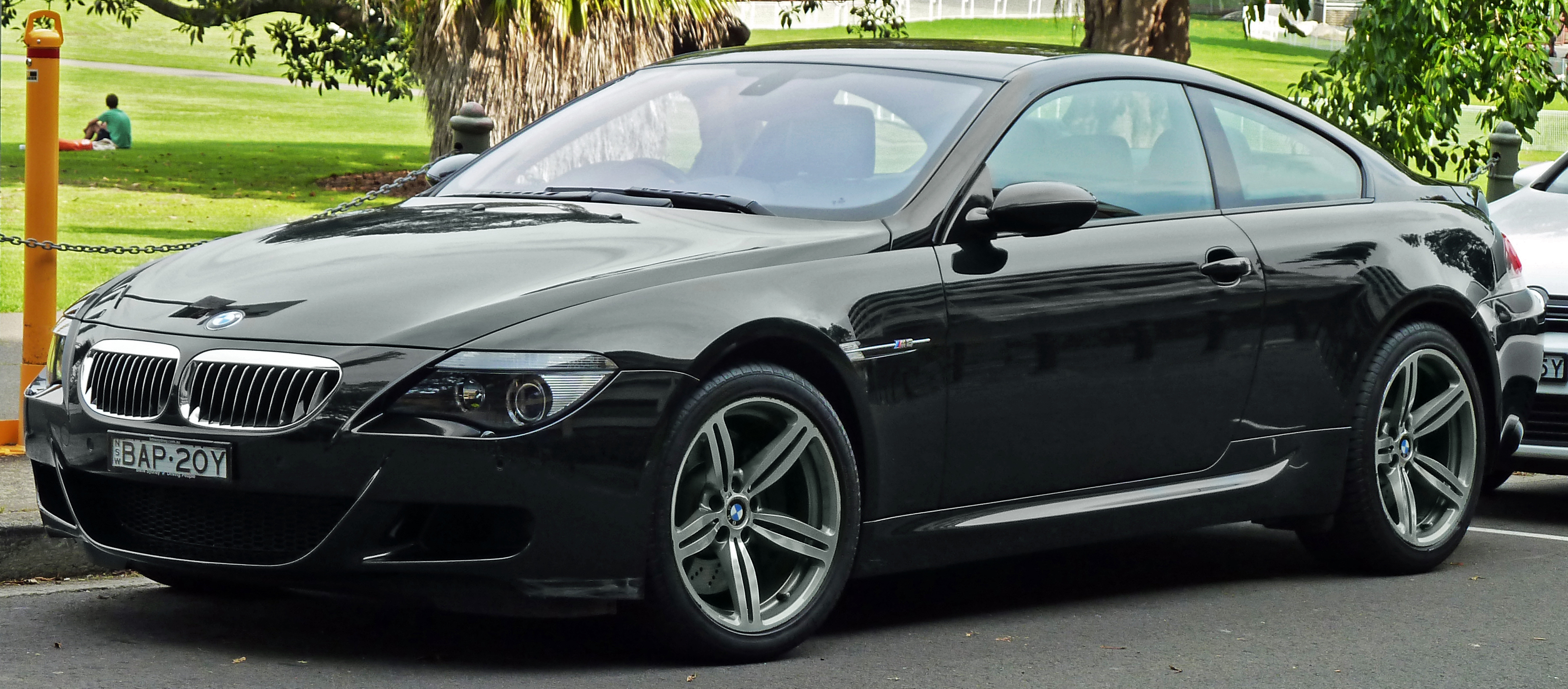
BMW M6 정측면

2005년에 개최된 제네바 모터쇼에서 첫 선을 보였다. 알루미늄 후드, 카본 루프 등 경량 소재를 사용해 경량화와 이상적인 무게 배분을 실현했고, 듀얼 머플러 사시에 장착된 리어 디퓨저는 속도가 상승할 때마다 언더 바디의 공기 저항을 줄여준다. M6에 장착된 V형 10기통 5.0L 엔진은 507마력의 최고 출력을 내며, 7단 시퀀셜 방식 자동변속기가 장착되었다.

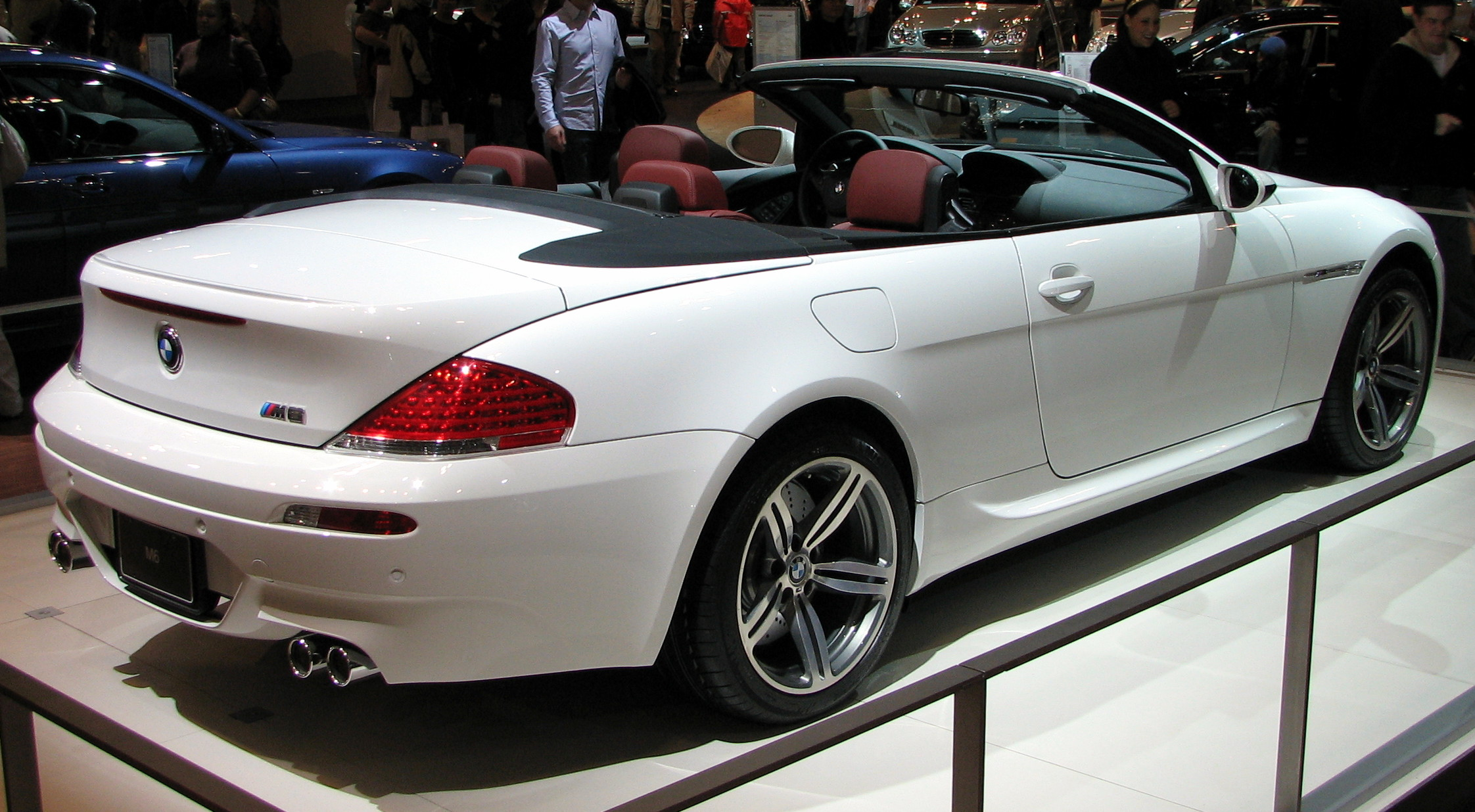
BMW M6 컨버터블 후측면

## 3세대(F06/F12/F13)
V형 8기통 4.4L 엔진에 7단 DCT변속기가 장착되었다. 컴파운드 브레이크 시스템은 정확한 제동력을 자랑하고, 강화 플라스틱 카본 루프는 경량화는 물론 공기 저항 감소도 실현했다. 엔진 응답성과 전자식 댐핑 컨트롤, 기어 변속 등을 원하는 상태로 맞출 수 있는 M 드라이브가 적용되었다. 2017년에 5시리즈 GT 후속으로 6시리즈 GT로 단일 출시됨에 따라, 쿠페, 그란쿠페, 카브리올레 모델들이 전부 8시리즈로 넘어가게되, 이 차량 후속으로 BMW M8이 출시되어, 단종되었다.

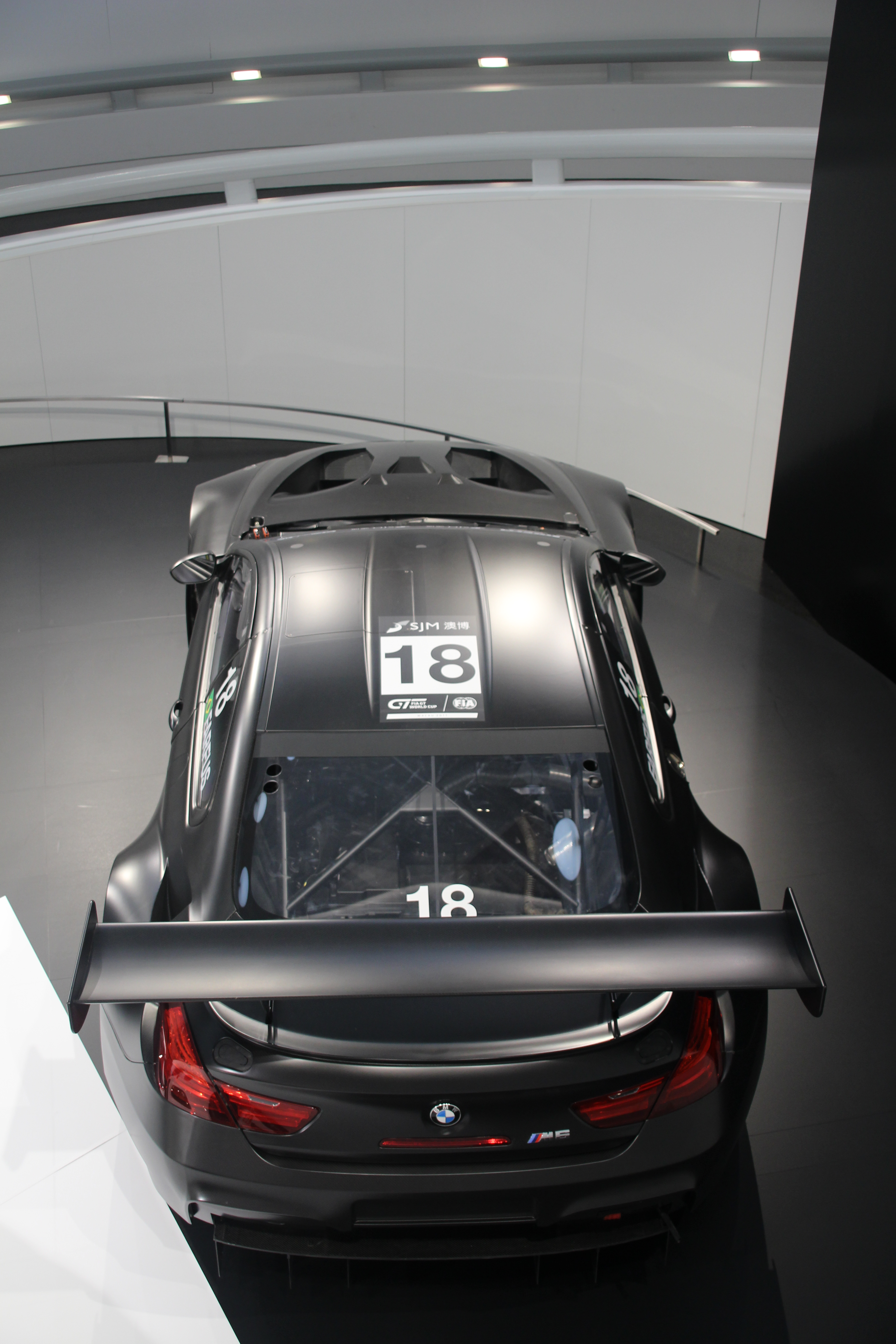
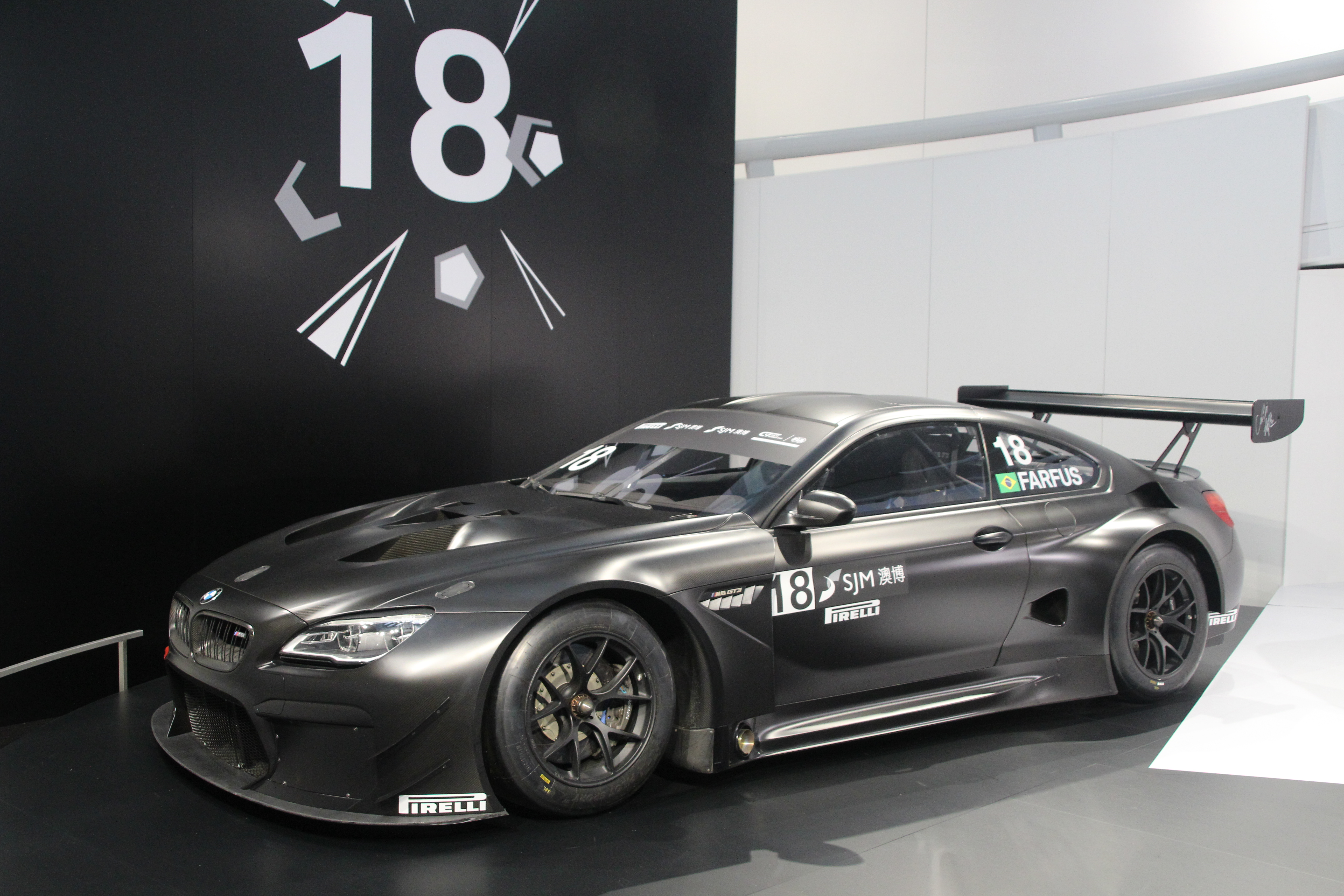

## 같이 보기
- BMW M5